# Brasileirinho
Brasileirinho ist ein Dokumentarfilm über den Choro, einen traditionellen Musikstil Brasiliens. Regie führte Mika Kaurismäki.

## Handlung
Der Film zeigt den traditionellen Musikstil Choro, wie er heute in den Vorstädten von Rio de Janeiro gespielt wird. Neben Interviews mit berühmten Choro-Musikern wie Teresa Cristina oder Yamandu Costa wird auch die Entstehung dieser Musikrichtung und ihre Parallelen zu Samba und Bossa Nova erklärt.

## Hintergrund
Brasileirinho ist eine Koproduktion zwischen Finnland, Brasilien und der Schweiz. Der Film hatte ein Budget von rund 560.000 $ und wurde 2005 in Rio de Janeiro gedreht. 
Die Dokumentation erhielt sehr gute Kritiken und Mika Kaurismäki, der seit den 1990ern selbst in Brasilien lebt, wurde 2007 für den Jussi in der Kategorie Bester Dokumentarfilm nominiert.